# Fujiwara no Kenshi (Shirakawa)
Fujiwara no Kenshi (1057 – 24 octobre 1084) est une impératrice consort du Japon. Elle est la consort de l'empereur Shirakawa et la fille de Minamoto Akifusa (源顕房), adopté par Fujiwara no Morozane (藤原師実).
Kenshi est la mère de l'empereur Horikawa.

## Source de la traduction
- (en) Cet article est partiellement ou en totalité issu de l’article de Wikipédia en anglais intitulé « Fujiwara no Kenshi (Shirakawa) » (voir la liste des auteurs).